# Ореховые
Оре́ховые (лат. Juglandaceae) — семейство двудольных растений порядка Букоцветные.
Семейство включает восемь родов и более шестидесяти видов. В ископаемом состоянии известно с палеоцена.
Большинство видов растут в умеренном климате северного полушария, некоторые виды — в горах Явы и Боливии.

## Описание
Представители семейства Ореховые — большей частью высокие однодомные деревья с твёрдой древесиной. Листья у них обычно крупные, непарноперистые, голые или волосистые, с тремя — пятнадцатью парами цельнокрайных или зубчатых листочков. Цветки однополые.

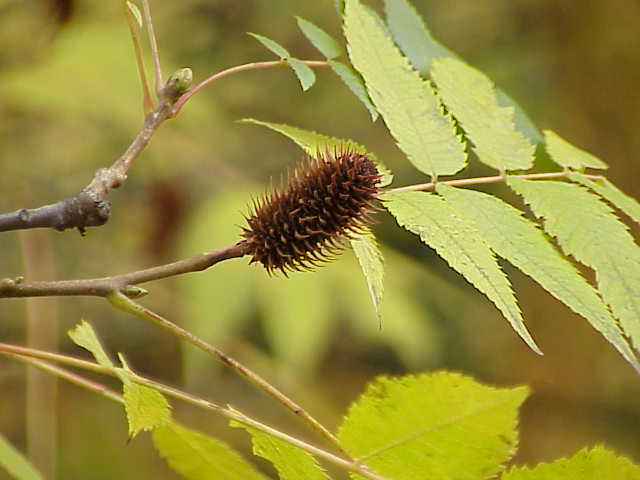
Platycarya strobilacea

Мужские цветки собраны в длинные серёжки, появляющиеся либо на прошлогодних побегах из пазухи отмерших листьев (у Pterocarya, Juglans), либо на побегах этого года поодиночке (у Carya, Engelhardtia, Platycarya); или по 2 (у Juglans, Pterocarya), или по 2—4 (y Engelhardtia). Женские цветки собраны в колосья, появляющиеся или на верхушке (у Juglans, Carya, Pterocarya), или по бокам (у Engelhardtia) побегов этого года. Мужской цветок имеет два прицветника, околоцветник из 4 (у Pterocarya), 2—6 (у Juglans), 2—3 (у Carya) листков (у Platycarya околоцветника нет) и 3-40 тычинок, свободных или сросшихся основанием своих нитей. Женский цветок сидит в пазухе кроющего листа и имеет два прицветника, у Juglans кроющий лист срастается с завязью до половины, прицветники же срастаются целиком, околоцветник с четырьмя листочками, при плодах все эти части отмирают, у Pterocarya кроющий лист и прицветники во время цветения почти обособленные, позже кроющий лист отмирает, а прицветники разрастаются в крылья, околоцветник о четырёх листках, у Engelhardtia кроющий лист и прицветники прирастают до половины к завязи и взаимно срастаются в трёхлопастную плюску, околоцветник с четырьмя листочками, у Carya кроющий лист и прицветники прирастают к завязи до верхушки, околоцветник состоит лишь из одного листка, позже все эти части отмирают, у Platycarya кроющий лист свободный, прицветники приросли к завязи и позже превращаются в крылья, околоцветника нет. Пестик один, состоящий из двух, трёх или четырёх плодолистиков, завязь нижняя одногнёздная, односемянная, но позже со стенки завязи отходят перегородки, делящие, впрочем не вполне, завязь на 2—4 гнезда.
Плод — костянка, с мясистым, иногда очень тонким внеплодником (epicarpium) и твёрдым, как дерево или кость, внутриплодником (endocarpium), внеплодник разрывается неправильно (у Juglans regia) или правильно (у Carya) на 4 лопасти. Семя с двумя — четырьмя лопастями, без белка, но с крупным зародышем, содержащим две мясистые семядоли.

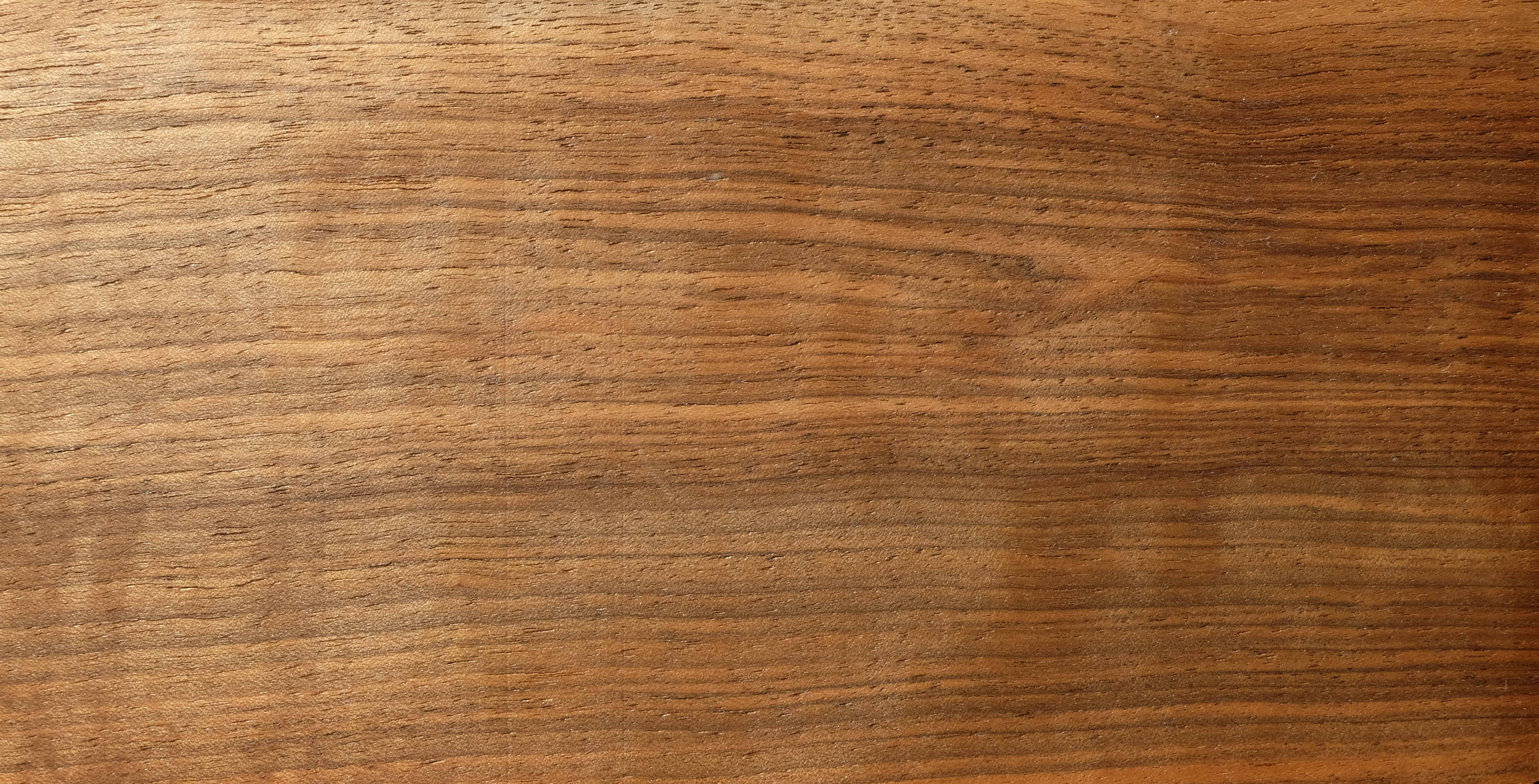
Древесина грецкого ореха

## Применение
Некоторые виды, например Engelhardtia spicata (в Гималаях) дают превосходную древесину, Carya porcina имеет весьма ценную древесину «Hickory»; Juglans regia — известный грецкий, или волошский орех, даёт древесину («ореховое дерево») и съедобные плоды, Juglans nigra, Juglans cinerea — также дают плоды. Плоды этих видов, а также Carya alba, sulcata, olivaeformis идут на добывание масла. Кора Carya alba употребляется для окрашивания в жёлтый цвет, кора Carya tomentosa — в зелёный, а кора Juglans regia, nigra и cinerea — в жёлто-бурый.

## Роды
Согласно современным представлениям, семейство включает восемь родов:
- Alfaroa
- Carya — Гикори, или Кария
- Cyclocarya
- Engelhardia
- Juglans — Орех
- Oreomunnea
- Platycarya — Платикария
- Pterocarya — Лапина